# Maya Ivanova
Maya Ivanova  est une haltérophile bulgare.

## Palmarès

### Championnats d'Europe d'haltérophilie
- Championnats d'Europe d'haltérophilie 2013 à Tirana
  -  Médaille de bronze en moins de 53 kg.
- Championnats d'Europe d'haltérophilie 2012 à Antalya
  - 9e en moins de 56 kg.